# Ford Shelby Cobra Concept

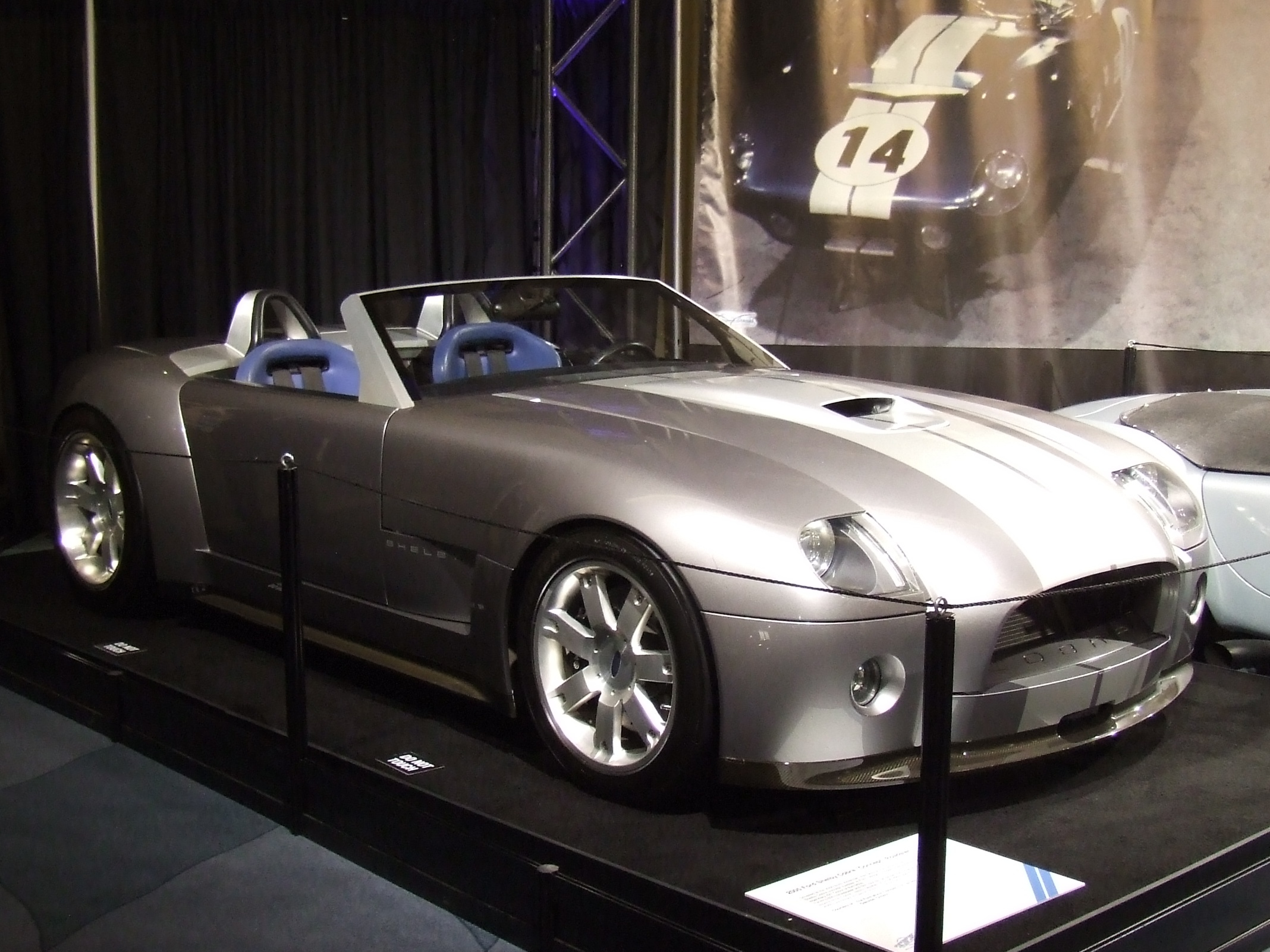
Ford Shelby Cobra Concept

Der Ford Shelby Cobra ist ein Konzeptfahrzeug, das Ford auf der North American International Auto Show 2004 in Detroit, Michigan, vorgestellt hat. Das Shelby Cobra-Konzept ist ein Roadster, der von dem originalen AC Cobra inspiriert wurde, den AC Cars im Jahr 1961 entwickelt hat.

## Entwicklung und Design
Fords Designerteam entwarf und baute das Shelby Cobra-Konzept in nur fünf Monaten. Das Projekt wurde von Manfred Rumpel geleitet. Der V10-Motor mit 6,4 l Hubraum leistete 605 PS, hatte eine Spitzengeschwindigkeit von rund 310 km/h und beschleunigte von 0 auf 100 km/h in rund 4 Sekunden. Wie einige andere Ford-Fahrzeuge, die Anfang der Jahre 2000 entwickelt wurden (wie das GT40-Konzept, der Ford GT und der Ford Mustang der fünften Generation), ist das Shelby Cobra-Konzept eine moderne Interpretation eines älteren Fahrzeugs. Bei der Shelby Cobra erinnert das Design an die AC Cobra. Die erste Cobra verfügte über einen großen, leistungsstarken Ford Windsor-Motor in einem kleinen Roadster, den AC Cars auf Anfrage von Shelby modifiziert hatte. Das Shelby Cobra-Konzeptauto ist klein und minimalistisch und vermeidet die Annehmlichkeiten, die in den meisten modernen Autos zu finden sind (z. B. Klimaanlage, Radio, Antiblockiersystem und sogar Scheibenwischer). In einer Pressemitteilung zur Ankündigung des Debüts des Concept Cars im Jahr 2004 wiederholte Shelby das Ziel des Designerteams: „Das ist die Formel […] Es ist ein massiver Motor in einem winzigen und leichtem Auto“.